# Rivière Duprat
Pour les articles homonymes, voir Duprat.
La rivière Duprat est un affluent du lac Dufault, coulant dans la ville de Rouyn-Noranda, dans la région administrative de l’Abitibi-Témiscamingue, au Québec, au Canada.
La foresterie s’avère la principale activité économique du secteur ; les activités récréotouristiques arrivent en second, surtout la villégiature qui s’est développée au village « Lac-Duprat » au sud-est du lac Duprat. Le cours de la rivière Duprat est accessible par la route 101 (rue Perreault Est) et le chemin du Rang Lusko (situé du côté nord de la rivière Duprat).
Annuellement, la surface de la rivière est généralement gelée de la mi-novembre à la fin avril, néanmoins, la période de circulation sécuritaire sur la glace est habituellement de la mi-décembre à la mi-avril.

## Géographie
Les bassins versants voisins sont :
- côté nord : rivière Kinojévis, ruisseau Régimbald, rivière Villemontel, rivière Dufresnoy ;
- côté est : lac Routhier, rivière Kinojévis, lac Joannès, rivière Bousquet ;
- côté sud : lac Routhier, rivière Kinojévis, lac Osisko, lac Bruyère ;
- côté ouest : lac Duprat, rivière Kanasuta.

La rivière Duprat prend sa source à l’embouchure du lac Duprat (longueur : 4,7 km ; largeur : 2,2 km ; altitude : 316 m). Ce lac qui comporte plusieurs dizaines d’îles s’alimente du ruisseau Marlon, du ruisseau Landry, de la rivière Duprat et du ruisseau Vauze. L’embouchure du lac Duprat est situé au sud-est du lac, à :
- 4,1 km au nord-ouest du centre du village de Duprat ;
- 5,2 km au nord-ouest de la confluence de la rivière Duprat avec le lac Dufault ;
- 12,4 km au nord-ouest du centre-ville de Rouyn-Noranda ;
- 56,8 km au nord-ouest de la confluence de la rivière Kinojévis avec la rivière des Outaouais[2].

À partir de l’embouchure du lac de tête, la rivière Duprat coule sur 10,8 km selon les segments suivants :
- 2,9 km vers le nord-est, puis le sud, en traversant plusieurs zones de rapides, jusqu’à un ruisseau (venant du nord) ;
- 2,9 km vers le nord-est, puis le nord, jusqu’à un ruisseau (venant de l'ouest) ;
- 2,7 km vers le sud jusqu’au ruisseau Fourcet (venant de l'ouest) ;
- 2,3 km vers le sud-est en formant une courbe vers le sud-est et en coupant la route 101, jusqu’à son embouchure[3].

L’embouchure de la rivière Duprat se situe du côté est du hameau Rivière-Duprat :
- 51,7 km au nord-ouest de la confluence de la rivière Kinojévis et de la rivière des Outaouais ;
- 37,1 km au sud-est du lac Chassignolle ;
- 7,8 km au nord du centre-ville de Rouyn-Noranda ;
- 20,9 km au nord-ouest du lac Kinojévis.

La rivière Duprat se déverse dans la baie Sergius sur la rive ouest du lac Dufault, face à la Pointe des Castors. De là, le courant traverse le lac Dufault vers l'est sur 6,4 km ; puis emprunte la rivière Dufault avant de se déverser dans la partie nord du lac Routhier où il rejoint la rive nord-ouest de la rivière Kinojévis, un affluent de la rive nord de la rivière des Outaouais.

## Toponymie
Le toponyme rivière Duprat a été officialisé le 5 décembre 1968 à la Commission de toponymie du Québec, soit lors de sa création.